# Ust-Taskan
Ust-Taskan (en rus: Усть-Таскан) és un poble (possiólok) de l'óblast de Magadan, a Rússia, que el 2015 no tenia cap habitant.